# Александроули
Александроули — технический (винный) сорт винограда, используемый для производства красных вин в Грузии. 

## История
Считается одним из самых ценнейших и древних автохтонных сортов винограда Грузии. Происходит из местного колхидского очага виноградного сортообразования. Происхождение названия туманно.

## География
Сорт является автохтоном для Грузии. Культивируется возле селения Хванчкара, где производится одноименное вино.

## Основные характеристики
Кусты среднерослые.
Листья средние, округлые, немного удлиненные, среднерассеченные, трехлопастные, зеленые с матовым оттенком, снизу сильноопушенные.
Цветок обоеполый.
Грозди средние, цилиндроконические, реже лопастные или ветвистые, средней плотности.
Ягоды средние, округлые, черные, покрыты обильным восковым налетом. Кожица прочная. Мякоть сочная, слабо хрустящая.
Вызревание побегов хорошее.
Сорт средне-позднего периода созревания. Период от начала распускания почек до полного созревания ягод 168 дней при сумме активных температур 3200°- 3500°С.
Урожайность 60-70 ц/га.
Устойчивость против грибных заболеваний средняя. Относительно устойчив против корневой формы филлоксеры.

## Характеристика вина
Используется для производства красных вин, как сухих, так и полусладких. Известное полусладкое вино Хванчкара делают из купажа Александроули и Муджуретули, хотя иногда обходятся чистым Александроули